# مون جولي (كيبك)
مون جولي (بالإنجليزية: Mont-Joli)‏ هي بلدة وبلدية محلية في كيبيك تقع في كندا في La Mitis Regional County Municipality. يقدر عدد سكانها بـ 6,665 نسمة ومساحتها 24.30 كم2 ووترتفع عن سطح البحر 75 متر.

## المناخ
يظهر الجدول التالي التغييرات المناخية على مدار السنة لمون جولي:
| البيانات المناخية لـمون جولي       | البيانات المناخية لـمون جولي | البيانات المناخية لـمون جولي | البيانات المناخية لـمون جولي | البيانات المناخية لـمون جولي | البيانات المناخية لـمون جولي | البيانات المناخية لـمون جولي | البيانات المناخية لـمون جولي | البيانات المناخية لـمون جولي | البيانات المناخية لـمون جولي | البيانات المناخية لـمون جولي | البيانات المناخية لـمون جولي | البيانات المناخية لـمون جولي | البيانات المناخية لـمون جولي |
| الشهر                              | يناير                        | فبراير                       | مارس                         | أبريل                        | مايو                         | يونيو                        | يوليو                        | أغسطس                        | سبتمبر                       | أكتوبر                       | نوفمبر                       | ديسمبر                       | المعدل السنوي                |
| ---------------------------------- | ---------------------------- | ---------------------------- | ---------------------------- | ---------------------------- | ---------------------------- | ---------------------------- | ---------------------------- | ---------------------------- | ---------------------------- | ---------------------------- | ---------------------------- | ---------------------------- | ---------------------------- |
| الدرجة القصوى °م (°ف)              | 13.0 (55.4)                  | 12.4 (54.3)                  | 20.0 (68.0)                  | 29.1 (84.4)                  | 31.4 (88.5)                  | 35.1 (95.2)                  | 35.9 (96.6)                  | 33.3 (91.9)                  | 32.2 (90.0)                  | 26.7 (80.1)                  | 21.8 (71.2)                  | 16.7 (62.1)                  | 35.9 (96.6)                  |
| متوسط درجة الحرارة الكبرى °م (°ف)  | −7.9 (17.8)                  | −6.1 (21.0)                  | −0.9 (30.4)                  | 5.9 (42.6)                   | 13.6 (56.5)                  | 19.8 (67.6)                  | 22.6 (72.7)                  | 21.6 (70.9)                  | 16.7 (62.1)                  | 9.5 (49.1)                   | 2.7 (36.9)                   | −3.7 (25.3)                  | 7.8 (46.1)                   |
| المتوسط اليومي °م (°ف)             | −12.2 (10.0)                 | −10.5 (13.1)                 | −4.9 (23.2)                  | 2.0 (35.6)                   | 8.6 (47.5)                   | 14.4 (57.9)                  | 17.5 (63.5)                  | 16.5 (61.7)                  | 12.1 (53.8)                  | 5.8 (42.4)                   | −0.4 (31.3)                  | −7.3 (18.9)                  | 3.5 (38.2)                   |
| متوسط درجة الحرارة الصغرى °م (°ف)  | −16.5 (2.3)                  | −14.9 (5.2)                  | −8.9 (16.0)                  | −2.0 (28.4)                  | 3.5 (38.3)                   | 9.0 (48.2)                   | 12.3 (54.1)                  | 11.5 (52.7)                  | 7.4 (45.3)                   | 2.0 (35.6)                   | −3.5 (25.7)                  | −10.8 (12.6)                 | −0.9 (30.4)                  |
| أدنى درجة حرارة °م (°ف)            | −33.3 (−27.9)                | −31.1 (−24.0)                | −29.4 (−20.9)                | −19.9 (−3.8)                 | −12.2 (10.0)                 | −1.1 (30.0)                  | 0.8 (33.4)                   | 1.8 (35.2)                   | −5.0 (23.0)                  | −8.4 (16.9)                  | −18.3 (−0.9)                 | −30.6 (−23.1)                | −33.3 (−27.9)                |
| الهطول مم (إنش)                    | 76.0 (2.99)                  | 60.1 (2.37)                  | 62.2 (2.45)                  | 59.7 (2.35)                  | 84.4 (3.32)                  | 81.9 (3.22)                  | 88.3 (3.48)                  | 89.9 (3.54)                  | 78.6 (3.09)                  | 86.6 (3.41)                  | 83.3 (3.28)                  | 82.2 (3.24)                  | 933.2 (36.74)                |
| معدل هطول الأمطار مم (إنش)         | 7.7 (0.30)                   | 6.4 (0.25)                   | 12.8 (0.50)                  | 36.9 (1.45)                  | 82.3 (3.24)                  | 81.9 (3.22)                  | 88.3 (3.48)                  | 89.9 (3.54)                  | 78.6 (3.09)                  | 82.7 (3.26)                  | 47.6 (1.87)                  | 17.0 (0.67)                  | 632.1 (24.87)                |
| متوسط تساقط الثلوج سم (إنش)        | 76.2 (30.0)                  | 60.0 (23.6)                  | 52.6 (20.7)                  | 23.3 (9.2)                   | 2.0 (0.8)                    | 0.0 (0.0)                    | 0.0 (0.0)                    | 0.0 (0.0)                    | 0.0 (0.0)                    | 4.3 (1.7)                    | 36.4 (14.3)                  | 69.8 (27.5)                  | 324.6 (127.8)                |
| متوسط أيام هطول الأمطار (≥ 0.2 mm) | 20.1                         | 15.5                         | 14.3                         | 12.4                         | 14.0                         | 12.7                         | 13.5                         | 12.7                         | 12.4                         | 14.7                         | 15.3                         | 19.0                         | 176.6                        |
| متوسط الأيام الممطرة (≥ 0.2 mm)    | 2.1                          | 1.5                          | 3.6                          | 8.6                          | 13.8                         | 12.7                         | 13.5                         | 12.7                         | 12.4                         | 14.0                         | 8.7                          | 3.3                          | 106.9                        |
| متوسط الأيام المثلجة (≥ 0.2 cm)    | 19.6                         | 14.8                         | 12.3                         | 6.1                          | 0.75                         | 0.0                          | 0.0                          | 0.0                          | 0.0                          | 1.6                          | 9.1                          | 17.8                         | 82.05                        |
| المصدر: Environment Canada         |                              |                              |                              |                              |                              |                              |                              |                              |                              |                              |                              |                              |                              |

## أعلام
- جاك دروين
- بيير لابري